# Gentiana tergestina
Espèce
Classification phylogénétique
Gentiana tergestina est une espèce de plantes du genre Gentiana et de la famille des Gentianaceae.